# Joe Turkel
Joe Turkel   (Brooklyn, 15 de juliol de 1927 - Santa Monica, 27 de juny de 2022) fou un actor estatunidenc. Als setze anys s'allistà a la United States Army i participà a Europa durant la Segona Guerra Mundial. Ha participat en alguns guions.
Els seus papers més famosos són els del Dr. Eldon Tyrell, a Blade Runner (1982), dirigida per Ridley Scott i el de Lloyd a The Shining (1980) de Stanley Kubrick. Va treballar amb Stanley Kubrick a dues pel·lícules més: Atracament perfecte (1956) com a "Tiny"), i a Camins de glòria (1957) com Private Arnaud. 

## Filmografia parcial
- Atracament perfecte (The Killing) (1956)
- Camins de glòria (Paths of Glory) (1957)
- Els gats salvatges de l'armada (Hellcats of the Navy) (1957)
- The Bonnie Parker Story (1958)
- Verboten! (1959)
- Portrait of a Mobster (1961)
- King Rat (1965)
- El Iang-tsé en flames (The Sand Pebbles) (1966)
- The St. Valentine's Day Massacre (1967)
- The Devil's 8 (1969)
- Five Savage Men (1970)
- The Hindenburg (1975)
- The Shining (1980)
- Blade Runner (1982)